# Molí de Querol
El Molí de Querol és un molí fariner d'origen medieval situat a la masia Querol, al municipi de Castellar de la Ribera de la comarca del Solsonès. El molí aprofitava l'aigua de la Ribera Salada per al seu funcionament.

## Descripció

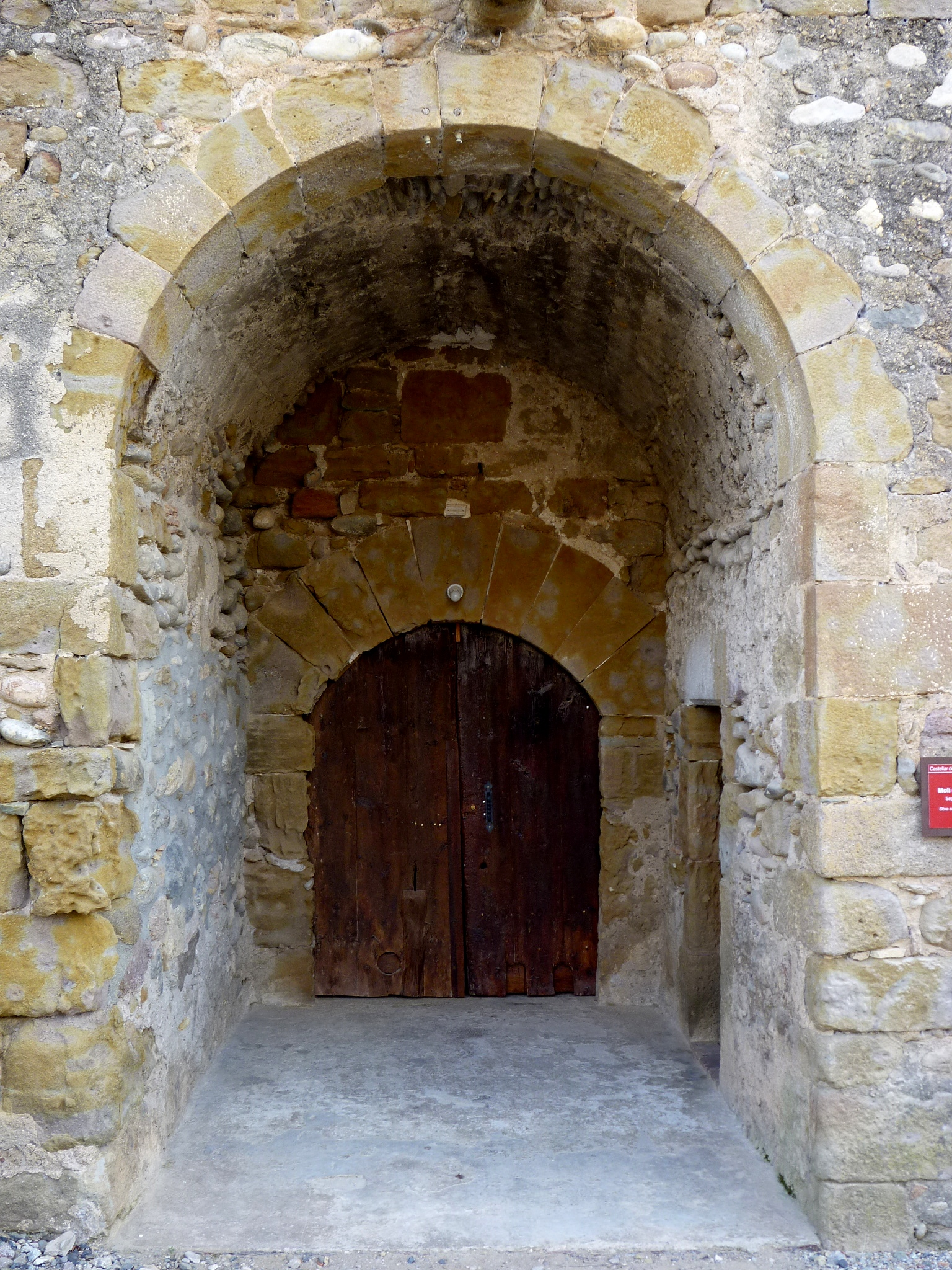
Portal

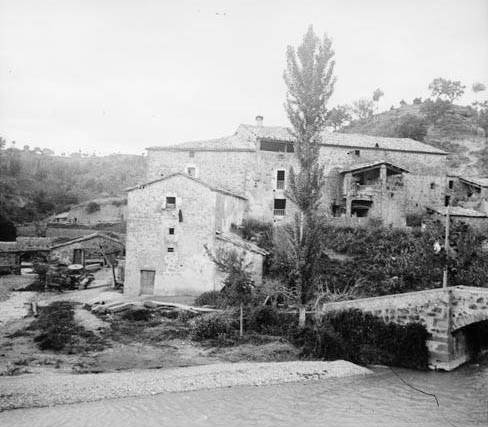
El Molí de Querol en una imatge de 1913

Actualment són dues cases. La part residencial de l'edifici està construïda al segle xviii i la part més antiga és la zona del molí (1200 Mansus Riu De Lor Dictus Querol). Tota la planta baixa de l'edifici està feta amb voltes de canó. Les façanes de l'edifici presenten grans barreges d'estils arquitectònics, sobretot en les obertures, moltes d'elles tapiades i/o rectificades.
Fa trenta anys que s'ha abandonat l'ús d'aquest molí.

## Breu descripció històrica
Molí d'origen medieval, apareix esmentat en un document del 1061. Sabem també que aquest molí i Vilaprinyó tingueren una estreta relació. En un capbreu de l'any 1793 trobem que ambdues cases eren del mateix propietari i que una filla d'aquest (Llúcia Muixí Vilapinyó) estava casada amb un senyor de Querol (Joseph Muixí Querol). Tots dos tenen el cognom de la casa a la qual pertanyen però fou després d'ells (van ser desheretats i les cases passaren a uns altres propietaris) que els cognoms es van perdre. El Molí de Querol ha patit moltes reformes amb el temps i segurament ha crescut molt des dels seus orígens, ja que actualment dins el mateix edifici hi trobem tres cases: la casa de l'amo, la casa del masover i el molí en si. La penúltima gran reforma fou l'any 1950 tal com ens ho indica una llinda inscrita a la part del molí: "casa renovada l'any MCML". L'última va ser l'any 2012 en el condicionament de la casa del molí per a ús turístic.
Toponímicament ja s'ha dit que Querol és un antropònim que segurament des de finals del segle xviii es va perdre com a cognom de la família de la casa. El molí (que és un molí fariner) és l'únic dins el terme municipal de Castellar de la Ribera i va deixar de funcionar a començament dels anys seixanta.